# Germán Valera
Germán Valera Karabinaite (Murcia, 16 marzo 2002) è un calciatore spagnolo, attaccante dell'Elche.

## Carriera

### Club
Nato a Murcia da padre spagnolo e madre lituana, è cresciuto calcisticamente nei settori giovanili di Villarreal e Atlético Madrid. Il 24 agosto 2019 ha esordito con la squadra riserve dei Colchoneros, in occasione dell'incontro di Segunda División B vinto per 1-2 contro il Marino de Luanco. Il 4 gennaio 2020 ha esordito in prima squadra, disputando l'incontro di Primera División vinto per 2-1 contro il Levante, subentrando all'87' a João Félix. Il 1º febbraio 2021 viene ceduto in prestito al Tenerife in seconda divisione. L'11 agosto successivo passa in prestito alla Real Sociedad. Il 25 agosto 2022 viene girato in prestito all'FC Andorra, neopromosso in seconda divisione. Dopo un prestito al Real Saragozza viene acquistato a titolo definitivo dal Valencia, che dopo sei mesi lo gira in prestito all'Elche.

### Nazionale
Ha giocato nelle nazionali giovanili spagnole Under-16, Under-17 ed Under-18.

## Statistiche

### Presenze e reti nei club
Statistiche aggiornate al 5 aprile 2025.
| Stagione                 | Squadra                  | Campionato               | Campionato | Campionato | Coppe nazionali | Coppe nazionali | Coppe nazionali | Coppe continentali | Coppe continentali | Coppe continentali | Altre coppe | Altre coppe | Altre coppe | Totale | Totale |
| Stagione                 | Squadra                  | Comp                     | Pres       | Reti       | Comp            | Pres            | Reti            | Comp               | Pres               | Reti               | Comp        | Pres        | Reti        | Pres   | Reti   |
| ------------------------ | ------------------------ | ------------------------ | ---------- | ---------- | --------------- | --------------- | --------------- | ------------------ | ------------------ | ------------------ | ----------- | ----------- | ----------- | ------ | ------ |
| 2019-2020                | Atlético Madrid B        | SDB                      | 14+1       | 4+0        |                 | -               | -               |                    | -                  | -                  |             | -           | -           | 15     | 4      |
| 2020-feb. 2021           | Atlético Madrid B        | SDB                      | 9          | 2          |                 | -               | -               |                    | -                  | -                  |             | -           | -           | 9      | 2      |
| Totale Atlético Madrid B | Totale Atlético Madrid B | Totale Atlético Madrid B | 23+1       | 6+0        |                 | -               | -               |                    | -                  | -                  |             | -           | -           | 24     | 6      |
| 2019-2020                | Atlético Madrid          | PD                       | 1          | 0          | CR              | -               | -               | UCL                | -                  | -                  |             | -           | -           | 1      | 0      |
| feb.-giu. 2021           | Tenerife                 | SD                       | 17         | 2          | CR              | -               | -               |                    | -                  | -                  |             | -           | -           | 17     | 2      |
| 2021-2022                | Real Sociedad B          | SD                       | 20         | 1          |                 | -               | -               |                    | -                  | -                  |             | -           | -           | 20     | 1      |
| 2021-2022                | Real Sociedad            | PD                       | 3          | 0          | CR              | 0               | 0               | UEL                | 0                  | 0                  |             | -           | -           | 3      | 0      |
| 2022-2023                | FC Andorra               | SD                       | 38         | 2          | CR              | 1               | 0               |                    | -                  | -                  |             | -           | -           | 39     | 2      |
| 2023-2024                | Real Saragozza           | SD                       | 38         | 1          | CR              | 1               | 0               |                    | -                  | -                  |             | -           | -           | 39     | 1      |
| 2024-gen. 2025           | Valencia                 | PD                       | 8          | 0          | CR              | 4               | 0               |                    | -                  | -                  |             | -           | -           | 12     | 0      |
| feb.-giu. 2025           | Elche                    | SD                       | 8          | 2          | CR              | 0               | 0               |                    | -                  | -                  |             | -           | -           | 8      | 2      |
| Totale carriera          | Totale carriera          | Totale carriera          | 157        | 14         |                 | 6               | 0               |                    | 0                  | 0                  |             | -           | -           | 163    | 14     |

### Cronologia Presenze e Reti in Nazionale
| Cronologia completa delle presenze e delle reti in nazionale ― Spagna under 18 | Cronologia completa delle presenze e delle reti in nazionale ― Spagna under 18 | Cronologia completa delle presenze e delle reti in nazionale ― Spagna under 18 | Cronologia completa delle presenze e delle reti in nazionale ― Spagna under 18 | Cronologia completa delle presenze e delle reti in nazionale ― Spagna under 18 | Cronologia completa delle presenze e delle reti in nazionale ― Spagna under 18 | Cronologia completa delle presenze e delle reti in nazionale ― Spagna under 18 | Cronologia completa delle presenze e delle reti in nazionale ― Spagna under 18 |
| Data                                                                           | Città                                                                          | In casa                                                                        | Risultato                                                                      | Ospiti                                                                         | Competizione                                                                   | Reti                                                                           | Note                                                                           |
| ------------------------------------------------------------------------------ | ------------------------------------------------------------------------------ | ------------------------------------------------------------------------------ | ------------------------------------------------------------------------------ | ------------------------------------------------------------------------------ | ------------------------------------------------------------------------------ | ------------------------------------------------------------------------------ | ------------------------------------------------------------------------------ |
| 14-09-2019                                                                     | Doha                                                                           | Qatar under 18                                                                 | 0 – 1                                                                          | Spagna under 18                                                                | Amichevole                                                                     | -                                                                              | 46’                                                                            |
| 16-09-2019                                                                     | Doha                                                                           | Qatar under 18                                                                 | 1 – 2                                                                          | Spagna under 18                                                                | Amichevole                                                                     | -                                                                              | 46’                                                                            |
| Totale                                                                         |                                                                                | Presenze                                                                       | 2                                                                              |                                                                                | Reti                                                                           | 0                                                                              |                                                                                |